# Рудец Большой
Руде́ц Большо́й (бел. Рудзец Вялікі) — деревня в Кобринском районе Брестской области Белоруссии. Входит в состав Городецкого сельсовета.
По данным на 1 января 2016 года население составило 21 человек в 14 домохозяйствах.

## География
Деревня расположена на южном берегу Днепровско-Бугского канала, в 29 км к юго-востоку от города Кобрин, 5 км к югу от станции Городец и в 73 км к востоку от Бреста.
На 2012 год площадь населённого пункта составила 0,77 км² (77 га).

## История
Населённый пункт известен с 1563 года как Большая Рудца, урочище-остров села Углы. В разное время население составляло:
- 1999 год: 29 хозяйств, 67 человек;
- 2005 год: 26 хозяйств, 54 человека;
- 2009 год: 25 человек;
- 2016 год[2]: 14 хозяйств, 21 человек;
- 2019 год[1]: 15 человек.